# Эстонский легион СС
Эстонский легион СС (эст. Eesti SS-Leegion, нем. Estnische Legion), полное название Эстонский добровольческий легион СС (нем. Estnische SS-Freiwilligen-Legion) — эстонское добровольческое формирование войск СС, набиравшееся из эстонских добровольцев. Стало ядром будущей 20-й эстонской пехотной дивизии СС.

## Образование
28 августа 1942 года немецкие оккупационные власти Эстонии объявили о создании будущего эстонского добровольческого формирования, окончательно же оно появилось 1 октября 1942 года. Командиром Эстонского легиона СС стал оберфюрер Франц Аугсбергер, который позднее командовал 3-й эстонской добровольческой бригадой СС. 13 октября 1942 прибыли первые 500 добровольцев, весной за счёт вербовки полицейских численность легиона выросла до 1280 человек.

## Подразделения

### Батальон «Нарва»
Батальон «Нарва» состоял из 800 человек, которые прошли в 1943 году обучение в Дембице и в апреле были включены в состав 5-й танковой дивизии СС «Викинг», воевавшей на Украине. Батальон «Нарва» заступил на службу вместо Финского добровольческого батальона СС, который был отозван с фронта по политическим соображениям. Недалеко от города Изюм 5-я танковая дивизия СС держала оборону против войск Красной Армии: из 800 бойцов батальона в боевой готовности было не более трети. В декабре половина батальона находилась в Курляндии. В январе — феврале 1944 года во время Корсунь-Шевченковской операции батальон «Нарва» был практически полностью разгромлен, бросив всё своё вооружение и чудом вырвавшись из кольца через коридор, который получил название «Врата в ад».

### 3-я эстонская добровольческая бригада СС
В марте 1943 года немецкие оккупационные власти в лице рейхскомиссариата Остланд объявили о мобилизации эстонских мужчин, родившихся с 1919 по 1924 годы. В ряды Эстонского легиона СС были призваны 5300 человек и ещё 6800 в качестве «хиви» (вспомогательный небоевой персонал). Из призывников были созданы 2-й эстонский полк СС и эстонская добровольческая бригада СС, появившаяся 5 мая 1943 года. В октябре были призваны на службу уроженцы 1925 и 1926 годов, но из этого контингента около 5 тысяч человек дезертировали и ушли в Финляндию, где служили в рядах вооружённых сил Финляндии и составили 200-й пехотный полк. Оставшиеся призывники были включены в эстонскую бригаду СС, получившую 3-й номер 22 октября 1944 года.

### 20-я добровольческая пехотная дивизия СС (1-я эстонская)
К январю 1944 года положение на фронте для нацистcкой Германии ухудшилось настолько, что 1 февраля была объявлена всеобщая мобилизация. Последний премьер-министр Эстонии Юри Улуотс поддержал мобилизацию, рассчитывая на то, что Германия сумеет признать независимость Эстонии. Около 38 тысяч человек были призваны в ряды вермахта и СС, а после возвращения личного состава 200-го финского пехотного полка была образована 20-я добровольческая пехотная дивизия войск СС (она же 1-я эстонская дивизия СС).